# This Present Wasteland
This Present Wasteland – dziewiąty album studyjny amerykańskiego zespołu heavymetalowego Metal Church wydany 23 września 2008 roku przez Steamhammer.

## Lista utworów
1. „The Company of Sorrow” – 6:37
2. „The Perfect Crime” – 4:37
3. „Deeds of a Dead Soul” – 8:27
4. „Meet Your Maker” – 5:35
5. „Monster” – 6:25
6. „Crawling to Extinction” – 4:11
7. „A War Never Won” – 5:33
8. „Mass Hysteria” – 4:41
9. „Breathe Again” – 5:23
10. „Congregation” – 5:52

## Twórcy
Metal Church w składzie
- Ronny Munroe – śpiew
- Rick van Zandt – gitara
- Kurdt Vanderhoof – gitara, instrument klawiszowe, inżynieria dźwięku, realizacja nagrań
- Steve Unger – gitara basowa, wokal wspierający
- Jeff Plate – perkusja, instrumenty perkusyjne

Gościnnie
- Angus Clark – gitara prowadząca (utwór 5)
- Chris Caffery – gitara prowadząca (utwór 8)
- Matt Leff  – gitara prowadząca (utwór 10)

Personel
- Jeff Baker – projekt graficzny
- Michał Karcz – projekt okładki
- Roland Guth – zdjęcia